# Eliot Weinberger

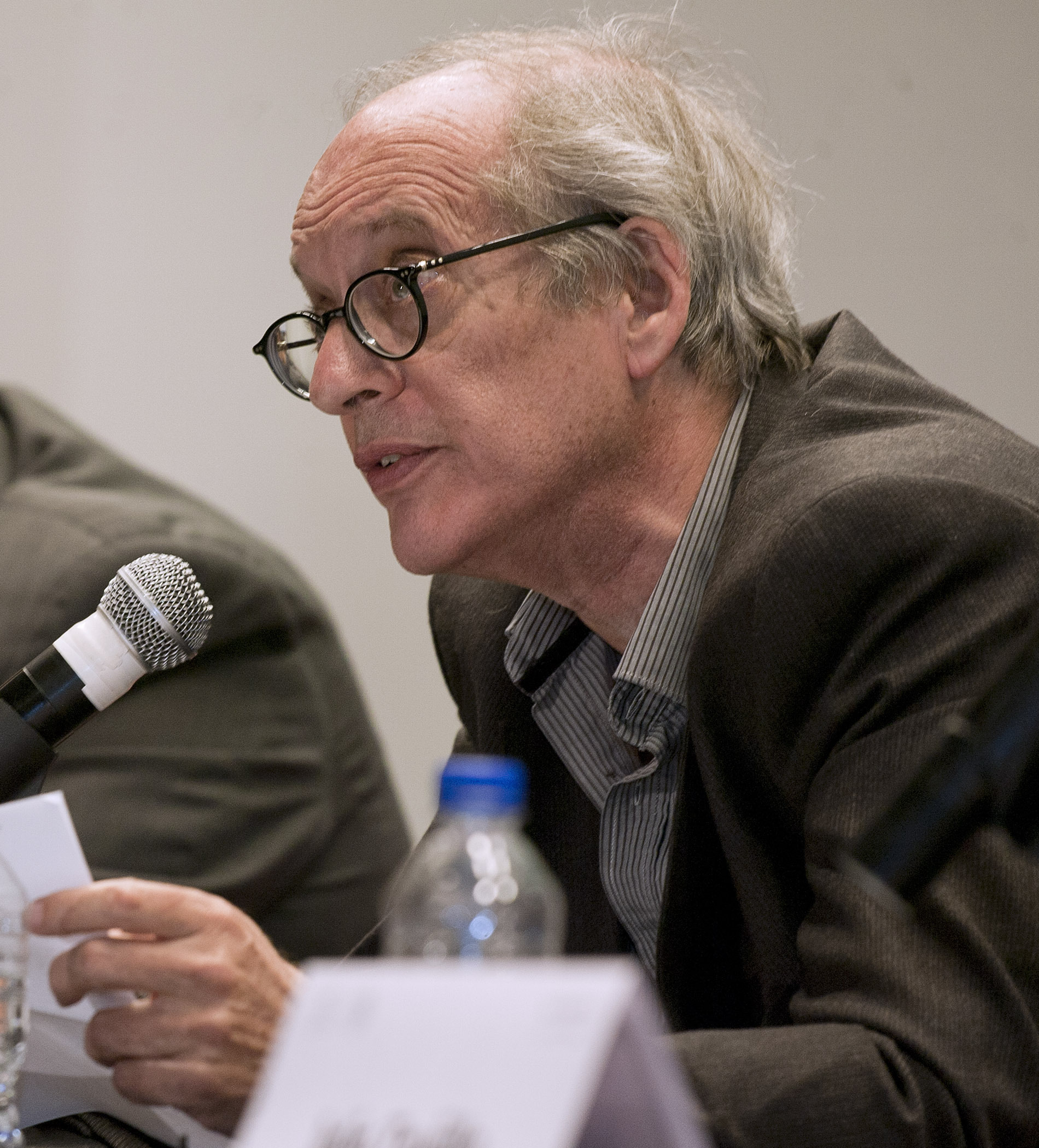
Eliot Weinberger

Eliot Weinberger (* 6. Februar 1949 in New York City) ist ein US-amerikanischer Schriftsteller, Essayist, Übersetzer und Herausgeber.

## Leben
Weinberger wurde im deutschsprachigen Raum einem breiteren Publikum bekannt durch das world wide reading des internationalen literaturfestival berlin, bei dem 2006 sein Essay Was ich hörte vom Irak auf dem Programm stand.
Er übersetzte unter anderem Werke von Octavio Paz, Vicente Huidobro und Jorge Luis Borges ins Englische.
1992 wurde Eliot Weinberger mit dem P.E.N./Kolovakos Award ausgezeichnet. Im Jahr 2000 erhielt er als erster nordamerikanischer Schriftsteller den Orden vom Aztekischen Adler. Für 2021 wurde Weinberger der Jeanette Schocken Preis der Stadt Bremerhaven zuerkannt.

## Werke (Auswahl)

### Englisch
- Works on Paper. New Directions, New York 1986
- Nineteen Ways of Looking at Wang Wei. Moyer-Bell (Wakefield, RI), 1987
  - Erweit. Ausg.: New Directions, New York 2016
- Outside Stories. New Directions, New York 1992
- Written Reaction: Poetics, Politics, Polemics. Marsilio Publishing, 1996
- Karmic Traces. New Directions, New York 2000
- What I Heard About Iraq. Verso (London), 2005
- The Stars (with Vija Celmins). Museum of Modern Art 2005
- What Happened Here: Bush Chronicles. New Directions, New York 2005; Verso, London 2006
- Muhammad. Verso, New York, London 2006
- An Elemental Thing. New Directions, New York 2007
- Oranges and Peanuts for Sale. New Directions, New York 2009
- Wildlife. Giramondo, Sydney 2012
- Two American Scenes, mit Lydia Davis. New Directions, New York 2013
- The Wall, the City, and the World. Readux, Berlin 2014
- The Ghosts of Birds. New Directions, New York 2016
- Angels & Saints. New Directions, New York 2020

### Deutsch
- Übers. Peter Torberg: Kaskaden. Suhrkamp, Frankfurt am Main 2003, ISBN 3-518-12295-9.
- Übers. Peter Torberg: Das Wesentliche (An elemental Thing). Berenberg, Berlin 2008, ISBN 978-3-937834-29-0.
- Übers. Peter Torberg: Orangen! Erdnüsse! (Oranges & peanuts for sale). Berenberg, Berlin 2011, ISBN 978-3-937834-47-4.
- Übers. Beatrice Faßbender: Vogelgeister (The ghosts of birds, Auswahl). Zweisprachig. Klaus Bittner, Berlin 2014, ISBN 978-3-926397-18-8.
  - vollst. Ausg. Berenberg, Berlin 2017, ISBN 978-3-946334-22-4.
- Übers. Beatrice Faßbender: 19 Arten Wang Wei zu betrachten (Nineteen Ways of Looking at Wang Wei). Berenberg, Berlin 2019, ISBN 978-3-946334-58-3.
- Hrsg. Beatrice Faßbender, Übers. Beatrice Faßbender, Eike Schönfeld, Peter Torberg: Neulich in Amerika. Berenberg, Berlin 2020, ISBN 978-3-946334-69-9.
- Engel & Heilige. 1. Auflage. Berenberg Verlag, Berlin 2023, ISBN 978-3-949203-68-8, S. 168 (Übers .Beatrice Faßbender).

## Herausgeber, Verfasser eines Vorworts
- Elsewhere. Open Letter. Rochester 2013, ISBN 978-1-934824-85-6
- Jeffrey Yang, Übers. Beatrice Faßbender: Ein Aquarium. Gedichte. Vorw. Weinberger (zweispr. engl./dt.)

## Belege
1. ↑  Volltext (Memento des Originals vom 14. September 2016 im Internet Archive)  Info: Der Archivlink wurde automatisch eingesetzt und noch nicht geprüft. Bitte prüfe Original- und Archivlink gemäß Anleitung und entferne dann diesen Hinweis., zuerst Le Monde diplomatique, 68, Frühjahr 2005
2. ↑  Eliot Weinberger erhält Schocken-Preis 2021 – "Agent provocateur für eine bessere Welt", boersenblatt.net, erschienen und abgerufen am 9. März 2021

| Personendaten    | Personendaten                                                          |
| ---------------- | ---------------------------------------------------------------------- |
| NAME             | Weinberger, Eliot                                                      |
| KURZBESCHREIBUNG | US-amerikanischer Schriftsteller, Essayist, Übersetzer und Herausgeber |
| GEBURTSDATUM     | 6. Februar 1949                                                        |
| GEBURTSORT       | New York City                                                          |